# .38 S&W
El .38 S&W o 9 x 20 R es un cartucho de revólver desarrollado por la Smith & Wesson en 1877. Versiones de este cartucho fueron la munición estándar de los revólveres del Ejército Británico desde 1922 hasta la década de 1960. A pesar de la similitud de su nombre, no es intercambiable con el posterior .38 Smith & Wesson Special debido a la forma del casquillo y su bala de calibre ligeramente mayor.

## Historia

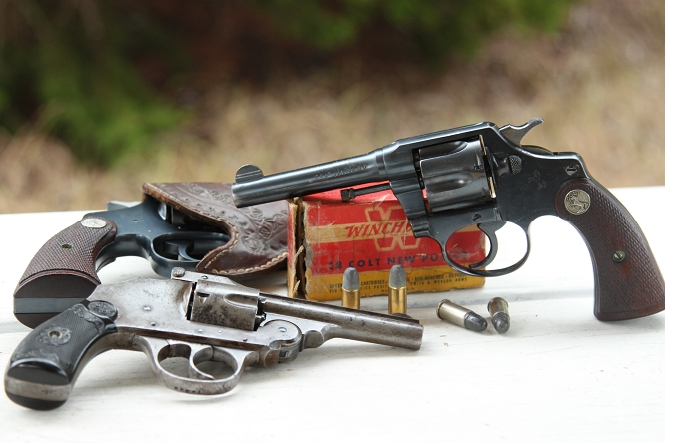
Revólveres que disparan el .38 S&W. Dos Colt Police Positive (izquierda y derecha) y un Iver Johnson Hammerless Safety.

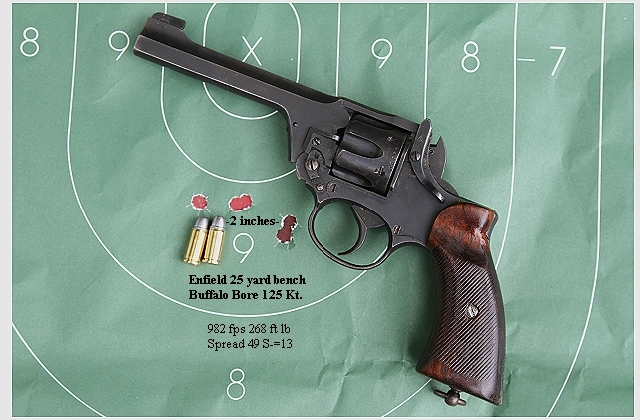
Un Enfield No. 2 Mk I* en buen estado, con agrupación de disparos hechos desde soporte a 22 m.

Este cartucho fue introducido en 1877, junto al revólver S&W .38 Single Action.
Después de la Primera Guerra Mundial, el Ejército británico buscaba reemplazar sus revólveres con armas más sencillas de manipular. La Webely & Scott presentó una versión más ligera de su revólver Mk III con un cartucho .38 S&W modificado, que disparaba una bala más pesada de 13 g. Los informes fueron favorables y en principio se aceptó el revólver.
Como Webley había empleado las dimensiones del cartucho .38 S&W para la construcción de su revólver, con la longitud del cartucho limitada al tamaño del tambor (el mismo que para el más ancho .455 Webley), la Kynoch produjo un cartucho con las mismas dimensiones que el .38 S&W, pero que tenía una carga propulsora de 1,8 g de nitrocelulosa "Neonita" y montaba una bala  de 13 g. En las pruebas llevadas a cabo con cadáveres y animales vivos, se halló que la bala de plomo, al ser larga y pesada para su calibre, se volvía inestable después de penetrar el blanco, incrementando el poder de parada. Su velocidad relativamente baja permitía que toda la energía de la bala se disipe dentro del blanco humano, en lugar de atravesarlo. Esto fue considerado satisfactorio y el diseño del nuevo cartucho fue aprobado con la designación .38/200 Cartridge, Revolver Mk I.
Después de un período de servicio, se observó que la bala de plomo blando podría contravenir las Convenciones de La Haya, que prohibían el uso de balas diseñadas para "expandirse o aplanarse fácilmente dentro del cuerpo humano". Por lo tanto se adoptó un nuevo cartucho, con las designaciones Cartridge, Pistol, .380 Mk II o .380 Mk IIz, que disparaba una bala encamisada de 11,7 g. El cartucho .38/200 Mk I fue conservado para entrenamiento y tiro de precisión. Sin embargo, al inicio de la Segunda Guerra Mundial, las exigencias de suministro y la necesidad de encargar munición disponible y compatible, tales como el .38 S&W Super Police de fuentes estadounidenses, obligó a las autoridades británicas a suministrar indistintamente tanto el cartucho .38/200 Mk I como el MkII/IIz a sus fuerzas en combate.
En teoría, los cartuchos Cartridge S.A. Ball Revolver .380 inch Mark II y Cartridge S.A. Ball Revolver .380 inch Mark IIz fueron retirados de servicio en el Ejército británico en 1963, cuando la pistola semiautomática Browning Hi-Power de 9 mm fue finalmente suministrada a la mayoría de fuerzas británicas y de la Commonwealth.           

## Variantes
El .38 Colt New Police era una marca registrada de la Colt's Manufacturing Company para su versión del .38 S&W que montaba una bala con punta plana.
El cartucho estadounidense .38 S&W Super Police era casi idéntico al .38/200 Mk I británico, montando una bala de aleación de plomo de 13 g y con una energía de 239 J, siendo suministrado durante la guerra por varios fabricantes estadounidenses al gobierno británico como un equivalente del Mk I.
El cartucho turco 9,65 mm Normal (9,2 x 23 R; .38 Smith & Wesson) de la MKE (Makina ve Kimya Endüstrisi Kurumu, Corporación de Industrias Mecánicas y Químicas) monta una bala encamisada con núcleo de aleación de plomo de 11,5 g en un casquillo con cápsula fulminante Boxer. La designación "Normal" lo distingue del cartucho 9,65 Special (9,1 x 29 R; .38 Special). Usa el calibre 9,65 mm en lugar del calibre 9,2 mm. Tiene una velocidad de boca de 180 m/s.       

## El .38 S&W hoy en día
El cartucho .380 Mk IIz todavía es producido por el Comité de Fábricas de Armamento en la India, para los revólveres en servicio. Comercialmente, solo Ruger produce lotes limitados de revólveres que disparan este cartucho para su venta en el extranjero, mientras que unas cuantas empresas de municiones todavía producen este cartucho. La mayoría lo venden solo con una bala de plomo con punta redonda de 9,4 g, aunque Fiocchi Munizioni todavía lo vende con bala encamisada. Algunas empresas, como Buffalo Bore, producen variantes para autodefensa o cacería.